# Moines en quête
Moines en quête est une peinture à l'huile sur toile de 33 × 41,5 centimètres réalisée par Jean-Louis Gintrac en 1881. Cette scène de genre est conservée au musée des Beaux-Arts de Bordeaux.